# Jasmina Musabegović
Jasmina Musabegović (1941, Vogošća, Království Jugoslávie nebo Nezávislý stát Chorvatsko – 7. května 2023, Sarajevo, Bosna a Hercegovina) byla bosenskohercegovská spisovatelka, překladatelka z francouzštiny a redaktorka bosňáckého původu.

## Životopis
Narodila se do rodiny Alićových ve Vogošći, dětství strávila v Mostaru. V Sarajevu dokončila klasické gymnázium. Na Filozofické fakultě Univerzity v Sarajevu absolvovala studium jugoslávských/jihoslovanských literatur a francouzského jazyka. Dva roky strávila na studijním pobytu v Paříži, jehož výstupem byla práce věnovaná srbskému spisovateli Rastku Petrovićovi. Poté dlouho pracovala jako redaktorka v prestižním sarajevském nakladatelství Svjetlost, kde redigovala zahraniční autory.

## Dílo
- Snopis (Snopis, Sarajevo 1980), krátká próza
- Skretnice (Výhybky, Sarajevo 1986, 1991 součást edice Muslimanska književnost XX vijeka, 1999, 2004 součást edice Bošnjačka književnost u 100 knjiga), román
- Most (Most, Sarajevo 1994, 2003), román
- Žene, glasovi (Ženy, hlasy, Sarajevo 2005), krátká próza

odborné práce, eseje
- Rastko Petrović i njegovo djelo (Rastko Petrović a jeho dílo, Beograd 1976), odborná práce
- Tajna i smisao književnog dela (Tajemství a význam literárního díla, Sarajevo 1977), esej
- Žene Bosne i Hercegovine u narodnooslobodilačkoj borbi 1941–1945. godine (Ženy Bosny a Hercegoviny v národně osvobozeneckém boji 1941–1945, ed. Jasmina Musabegović, Sarajevo 1977), sborník
- Naličje historije (Rub dějin, Sarajevo 1999), eseje

překlady z francouzštiny
- Duras, Marguerite. Bol. (přeložila Jasmina Musabegović) Sarajevo 1986, 1988, 1990.
- Ben Jelloun, Tahar. Rasizam objašnjen mojoj kćerci. (přeložila Jasmina Musabegović) Sarajevo 1999.